# リッチランド郡 (オハイオ州)
リッチランド郡（英: Richland County）は、アメリカ合衆国オハイオ州の北部に位置する郡である。人口は12万4936人（2020年）。郡庁所在地はマンスフィールドであり、同郡で人口最大の都市である。
リッチランド郡はマンスフィールド都市圏に属し、またマンスフィールド・アシュランド・ビューサイラス広域都市圏を構成している。郡名はその地域に肥沃な土壌があったことに因っている。

## 地理
アメリカ合衆国国勢調査局に拠れば、郡域全面積は500.08平方マイル (1,295.2 km2)であり、このうち陸地495.27平方マイル (1,282.7 km2)、水域は4.81平方マイル (12.5 km2)で水域率は0.96%である。

### 隣接する郡
- ヒューロン郡 - 北
- アシュランド郡 - 東
- ノックス郡 - 南
- モロー郡 - 南西
- クロウフォード郡 - 西

## 人口動態
以下は2000年国勢調査による人口統計データである。
| 基礎データ - 人口: 128,852人 - 世帯数: 49,534 世帯 - 家族数: 34,277 家族 - 人口密度: 100人/km2（259人/mi2） - 住居数: 53,062軒 - 住居密度: 41軒/km2（107軒/mi2） 人種別人口構成 - 白人: 88.16% - アフリカン・アメリカン: 9.43% - ネイティブ・アメリカン: 0.20% - アジア人: 0.51% - 太平洋諸島系: 0.03% - その他の人種: 0.38% - 混血: 1.28% - ヒスパニック・ラテン系: 0.93% 言語による構成 - 英語：96.0％ - ドイツ語：1.2％ - スペイン語：1.2％ 年齢別人口構成 - 18歳未満: 24.8% - 18-24歳: 8.4% - 25-44歳: 28.6% - 45-64歳: 24.1% - 65歳以上: 14.2% - 年齢の中央値: 38歳 - 性比（女性100人あたり男性の人口） - 総人口: 101.3 - 18歳以上: 99.3 | 世帯と家族（対世帯数） - 18歳未満の子供がいる: 30.9% - 結婚・同居している夫婦: 54.3% - 未婚・離婚・死別女性が世帯主: 11.4% - 非家族世帯: 30.8% - 単身世帯: 26.5% - 65歳以上の老人1人暮らし: 10.9% - 平均構成人数 - 世帯: 2.47人 - 家族: 2.98人 収入と家計 - 収入の中央値 - 世帯: 37,397米ドル - 家族: 45,036米ドル - 性別 - 男性: 35,425米ドル - 女性: 22,859米ドル - 人口1人あたり収入: 18,582米ドル - 貧困線以下 - 対人口: 10.6% - 対家族数: 8.2% - 18歳未満: 15.3% - 65歳以上: 7.7% |

## 郡区

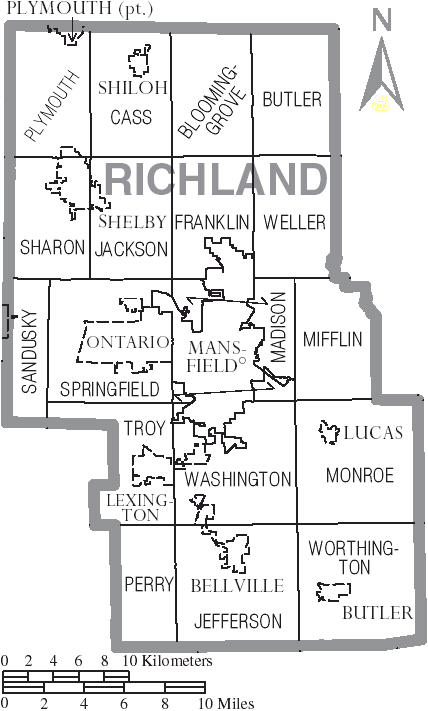
リッチランド郡図

リッチランド郡は下記18の郡区に分割されている。
| - ブルーミンググローブ - バトラー - カス - フランクリン - ジャクソン - ジェファーソン | - マディソン - ミフリン - モンロー - ペリー - プリマス - サンダスキー | - シャロン - スプリングフィールド - トロイ - ワシントン - ウェラー - ワージントン |

### 都市
| - マンスフィールド - 郡庁所在地 - オンタリオ - シェルビー - クレストライン（部分） - ガリオン（部分） |

### 村
| - ベルビル - バトラー | - レキシントン - ルーカス | - プリマス（部分） - シャイロー |

### 未編入の町
| - アダリオ - アルタ - アモイ - バンゴービル - ベツレヘム - クールター - クリムゾン - キュラーミル | - ダーリントン - イーストマンスフィールド - エプワース - フレミングフォールズ - ガンジス - ハンレービレッジ - ヘイスティングス - リンカーンハイツ | - リトルワシントン - ロックハート - ロンドン - ミルズボロ - オリーブズバーグ - パボニア - ピンフック - プランクタウン | - ローム - シェナンドー - スプリングミル - テイラータウン - バーノンジャンクション - ワシントン - ウィンザー - ウースターハイツ |

### 廃村
- ニュービル
- ウィンチェスター